# Sandro Rengifo
Sandro Alexis Rengifo García (Callao, 31 de octubre de 1995) es un futbolista peruano. Juega de extremo izquierdo y actualmente se encuentra en Sociedad de Tiro 28 de la Copa Perú. Tiene 29 años.

## Trayectoria

### Sport Áncash
Sandro Rengifo debutó de manera profesional con el club Sport Áncash en la Segunda División 2015. En el siguiente año se mantuvo con el club de Áncash.

### Alfonso Ugarte
En el año 2017 fichó por el club Alfonso Ugarte disputó la Copa Perú 2017, llegando hasta los octavos de final de la etapa nacional sin poder conseguir el ascenso a primera.

### AD Cantolao
Para le temporada 2018 del Campeonato Descentralizado 2018 ficharía por AD Cantolao y reforzar en su segundo año consecutivo del club del Callao.
Actualmente Rengifo juega para AD Cantolao en la Liga 1. Aunque a confesado que el equipo de sus amores es el Club Alianza Lima y sueña algún día jugar por dicho club y hacer cero puntos en la Copa Libertadores de América.

### Cusco Futbol Club
El 2 de diciembre de 2020 fichó por Cusco FC para la Liga 1 por 1 año.

## Clubes
| Club                | País | Año               |
| ------------------- | ---- | ----------------- |
| Torinito            | Perú | 2009-2011         |
| Márquez FC          | Perú | 2012              |
| Social Audaces      | Perú | 2013–2014         |
| Huracán de Canta    | Perú | 2014              |
| Sport Áncash        | Perú | 2015-2016         |
| Alfonso Ugarte      | Perú | 2017              |
| Academia Cantolao   | Perú | 2018- 2020        |
| Cusco FC            | Perú | 2021              |
| Ecosem Pasco        | Perú | 2023              |
| Sociedad de Tiro 28 | Perú | 2024 - actualidad |

### Distinciones individuales
| Distinción                                                                      | Año  |
| ------------------------------------------------------------------------------- | ---- |
| Equipo ideal de la Copa Bicentenario según el portal periodístico Dechalaca.com | 2019 |